# Khia Edgerton
Khia Edgerton (Künstlername: K-Swift; * 19. Oktober 1978 in Baltimore, Maryland; † 21. Juli 2008 ebenda) war eine US-amerikanische DJ. 

## Leben
Durch ihren Vater, der eine Leidenschaft für Musik hatte, konnte Khia Edgerton erste Erfahrungen in der Musikbranche sammeln. Sie fing mit dem DJing bereits im Alter von 11 Jahren an und war, bis vor ihrem Tod, der einzige weibliche DJ Baltimores. Bei ihren Auftritten und in ihrer Radioshow auf 92Q  gehörte die allgemein auch als Club Queen bekannte Künstlerin zu den wichtigsten Multiplikatoren von Baltimore Club Music, einer besonderen Mischung aus House und Hip-Hop.
Am 21. Juli 2008 erlag sie im Good Samaritan Hospital in Baltimore den Folgen einer Kopfverletzung, die sie sich nach einer Party beim Sprung in den Swimming Pool im Garten ihres Hauses zugezogen hatte.